# کلمنس ۱۹۱۹
سیارک ۱۹۱۹ (به انگلیسی: 1919 Clemence، نامگذاری:1971SA) هزار و نهصد و نوزدهمین سیارک کشف شده‌است که در ۱۶ سپتامبر ۱۹۷۱ کشف شد.
قدر مطلق سیارک برابر ۱۳٫۴۵ است.